# Iñaki Berruet
Iñaki Berruet Michelena (Irún, Guipúzcoa, 23 de abril de 1973) es un exfutbolista español.

## Trayectoria
Jugador salido de la cantera del Real Unión de Irún, llegó a jugar en primera división con el Deportivo Alavés y el Villarreal CF.

## Clubes
| Club               | País   |
| ------------------ | ------ |
| Behobia            | España |
| Real Unión Club B  | España |
| Real Unión         | España |
| Deportivo Alavés   | España |
| Villarreal CF      | España |
| Córdoba CF         | España |
| Lorca Deportiva CF | España |
| Real Unión         | España |

- Datos: Q3826660